# Daniel D. Tompkins
Daniel D. Tompkins (született: Daniel Tompkins; Scarsdale, 1774. június 21. – Castleton, Staten Island, 1825. június 11.) amerikai politikus, az Egyesült Államok hatodik alelnöke 1817 és 1825 között, illetve New York ötödik kormányzója 1807 és 1817 között.
Scarsdale városában született és a Columbia Főiskolán végezte jogi tanulmányait, amit követően New Yorkban dolgozott. 1801-ben delegált volt a New York-i alkotmánygyűlésen, majd 1804 és 1807 között a New York-i Legfelsőbb Bíróság egyik bírája volt. 1807-ben legyőzte a hivatalban lévő Morgan Lewist és megválasztották New York kormányzójának, amely pozíciót egy évtizedik töltött be. Az 1812-es háború idején gyakran a saját pénzéből támogatta az állami hadsereget, mikor New York törvényhozása nem engedélyezte a szükséges pénzügyi támogatást.
Tompkins volt a Demokrata-Republikánus Párt alelnökjelöltje az 1816-os elnökválasztáson. A Monroe–Tompkins páros könnyen legyőzte a minimális Föderalista ellenzéket. 1817 és 1825 között volt alelnök és az egyetlen a 19. században, aki két terminusig is szolgált. 1820-ban ismét indult a kormányzóválasztáson szülőállamában, de DeWitt Clinton legyőzte. Az 1812-es háború után betegeskedett és alig maradt pénze a háborúra elköltött vagyona miatt. Alkoholista lett és 99 nappal alelnöki terminusa lejárta után meghalt.